# Cabelo Solto
Cabelo Solto é o álbum de estreia da cantora Marcela Taís, lançado de forma Independente em 2011 e relançado pela gravadora Sony Music Brasil, com uma faixa bônus, em 2012.
O projeto ganhou considerável relevância no meio evangélico durante a década, tornando Marcela Taís uma das cantoras evangélicas de maior sucesso no Brasil, especialmente pelas músicas "Menina, não Vá Desanimar" e "Não Tenho o Dom". No seu relançamento em 2012, foi inclusa a música "Escolhi Te Esperar", feita com base no seu relacionamento com seu ex-noivo, o produtor e instrumentista Jonathas Pingo, do qual se separou tempos depois.
Em entrevista ocorrida em 2012, Marcela disse que o álbum foi escrito e gravado com base em diálogos sobre a vida que, mais tarde, se transformavam em músicas. A gravação também se deu em maior parte com a participação de Marcela e Pingo cantando juntos. "Como o Pingo toca praticamente tudo, um completo autodidata, fez questão de fazer os instrumentos pessoalmente, até mesmo porque era difícil explicar o que pensávamos".

## Lançamento e recepção
| Críticas profissionais | Críticas profissionais |
| Avaliações da crítica  | Avaliações da crítica  |
| Fonte                  | Avaliação              |
| ---------------------- | ---------------------- |
| Super Gospel           | [ 5 ]                  |

Cabelo Solto foi liberado em 2011 de forma independente. O projeto recebeu uma avaliação favorável do portal Super Gospel. Em texto assinado por Jonas Paulo, o álbum foi definido como alegre, com a justificativa de que "[Marcela] dá motivos pra que o sorriso brote sem impôr isso nas suas letras".
Em 2019, foi eleito pelo Super Gospel o 17º melhor álbum da década de 2010.

## Faixas
1. Cabelo Solto - 3:56
2. Declaro Paz (part. Lex) - 3:14
3. Pra Você Sorrir - 3:25
4. Ainda há Tempo - 4:53
5. És o meu Dono - 3:56
6. Não Tenho o Dom - 3:14
7. Naquela Rua - 3:52
8. Isso se chama Milagre - 4:27
9. Reggae não Vaidade - 4:09
10. Menina, não vá Desanimar - 4:51